# Łoszycki Jar
Łoszycki Jar (Czarny Jar) – jar w uroczysku o tej samej nazwie, na obszarze mikrorejonu Łoszyca w Mińsku (dawniej wieś Łoszyca), na którego terenie w latach 1937–1941 NKWD dokonywało masowych rozstrzeliwań. Dokładna liczba ofiar nie jest dziś znana. Według białoruskiego historyka Zianona Paźniaka, pochowano tutaj od 7 do 10 tysięcy osób.

## Historia
Aby zatrzeć ślady stalinowskich represji w 1988 roku, Łoszycki Jar został częściowo zasypany, a na jego miejscu wybudowano garaże. Próba wykopania luźnej warstwy gleby z pomocą archeologów-ochotników (koniec lat 80. XX w.) zakończyła się niepowodzeniem.

W tym samym roku, po wykopaliskach w Kuropatach, przygotowywałem się do wykopalisk w Łoszycy. Kiedy jednak przybyłem tu latem przed wykopaliskami, zobaczyłem, że jar zasypano, a okoliczne wzgórza, na których rósł sad, zostały skopane, a ziemia zsunięta w jar.

W 1995 r. staraniem społeczeństwa w Łoszyckim Jarze ustawiono krzyż z napisem „Ofiarom bolszewickiego terroru”. Co roku z okazji Dziadów w Mińsku odbywają się procesje do miejsc pochówku ofiar stalinowskich represji, w tym do krzyża w Łoszyckim Jarze.
W 2009 r. w związku z budową mikrorejonu Łoszyca władze miasta Mińska planowały całkowite zasypanie Łoszyckiego Jaru i wybudowanie przez niego drogi. Plany te wywołały jednak sprzeciw białoruskiej społeczności i nie zostały zrealizowane.